# Битва під Студзянками
Битва під Студзянками — протистояння з 9 по 16 серпня 1944 року в селищі Студзянки, яке об'єднувало 4-й гвардійський стрілецький корпус Червоної армії з підпорядкованими їм польськими військовими частинами проти двох німецьких танкових і однієї піхотної дивізій. Метою радянсько-польських військ була оборона Магнушевського плацдарму. Протистояння стало наймасштабнішою танковою битвою в історії Польщі. Битва завершилась перемогою радянсько-польських військ.

## Протистояння
Бої радянських військ за плацдарм на західному березі Вісли в перші дні серпня підготували умови для майбутнього великого наступу на столицю Третього Рейху. Бій під Студзянками, значною мірою, вирішив долю Варецького-магнушевского плацдарму. Звідси в середині січня 1945 року пішла в наступ більш як півмільйонна радянська армія, яка захопила Лодзь і Познань.
1 серпня 1944 року війська 1 Українського фронту під командуванням маршала Рокосовського форсували Віслу в районі Мнішева і Ричівола і зайняли плацдарм під Магнушевом.
3 серпня підрозділи 101 стрілецького полку 35 гвардійської стрілецької дивізії 4 гвардійського стрілецького корпусу зайняли Студзянки і просунулися в район Гловачова. Німецьке командування перекинуло з-під Воломині  дивізію «Герман Герінг», завданням якої було зупинити просування 8 гвардійської армії контрударом в напрямку сіл Ходкув і Студзянки. Вермахту вдалося успішно прорвати оборону на ділянці шириною чотири кілометри і вбити клин, вістря якого доходило до села Студзянки. Битва тривала цілий тиждень.
6 серпня в район плацдарму були висунуті польські частини 1 танкової бригади ім. Героїв Вестерплятте, 3 піхотної дивізії ім. Ромуальда Траугутта, а потім і 2 піхотної дивізії ім. Генрика Домбровського.
9 серпня перші польські танки переправилися на плацдарм. У цей час німці заново опанували Грабноволей і підійшли під Студзянки. Першими по німецьких силах вдарили танки 3 танкової роти та 1 танкової бригади. Битва йшла з перемінним успіхом, наприклад, перехрестя доріг у Студзянках переходило з рук в руки 7 разів. Тільки 11 серпня німці остаточно залишили Студзянки після атаки 1 танкової роти. Прорив польсько-радянських позицій був перерізаний 14 серпня, завдяки контрудару по гребеням пагорбів. 15 серпня оточені німецькі частини були знищені. Про те, наскільки бої були жорстокими та напруженими, може свідчити хоча б той факт, що руїни села Студзянки чотирнадцять разів переходили з рук в руки.
За радянськими даними, у ході бою 1 танкова бригада знищила 10 танків, 16 гармат і мінометів, 6 бронемашин і захопила гаубичну батарею. Втрати бригади склали 18 знищених танків і 9 пошкоджених. Загальні німецькі втрати склали близько 1000 загиблих, поранених і полонених, приблизно 30 танків було втрачено. Втрати всіх польських підрозділів склали 484 убитих, 1459 поранених і 63 зниклих безвісти. Загиблих поляків було поховано на кладовищах Гарволіна, Магнушева і Вільги.

## Пам'ять про битву
Битва була занесена до скрижалі біля могили Невідомого солдата у Варшаві у вигляді напису «Студзянки-Варка 10.VIII-12.IX.1944» і на скрижалі могили Невідомого солдата в Кракові у вигляді напису «Студзянки». На кошти, зібрані учасниками битви, після війни в Студзянках збудовали школу імені 1-ї танкової бригади ім. Героїв Вестерплятте, у якій знаходиться меморіальна кімната протистояння.
12 серпня 1969 року село Студзянки було перейменоване в Студзянки-Панцерни (Студзянки-Танкові). Також Студзянкам-Панцерним, першому в Польщі селищу, був наданий власний герб із зображенням танка і гусарськими крилами. У селищі відкрито пам'ятник на честь битви і створено меморіал танкових військ. У травні 1978 року селище було нагороджене Хрестом Грюнвальда II класу. В 1954 та 1964 роках випускались марки, присвячені битві, а в 1954 році — художній конверт.